# Polgár György
Polgár György (Mohács, 1849. április 15. – Miskolc, 1913) állami katolikus főgimnáziumi igazgató.

## Élete
Polgár József építőmester és Trukly Anna fia. A gimnázium I–IV. osztályait a pécsi ciszterci gimnáziumban végezte és a IV. osztályból belépett a gyermekszemináriumba, a VI. osztály után pedig papnövendék lett. A VIII. osztály befejezése után a pécsi teológián két évet végzett. Ezt követően a papi pályát odahagyva a budapesti egyetem bölcseleti fakultására iratkozott be. Középiskolai görög-latin szakos tanári oklevelet szerzett, majd két évig a gyakorló-főgimnáziumnál ösztöndíjjal mint gyakorló tanár alkalmazták. 1876-ban kinevezték a kaposvári állami főgimnázium rendes tanárának. 1880-ban a trencséni, 1883-ban a pozsonyi királyi katolikus főgimnáziumba helyezték át. 1884-ben ideiglenes igazgató lett a jászberényi, 1886. augusztus 6-tól pedig 1901 júniusáig, nyugdíjazásáig rendes igazgató a miskolci főgimnáziumban. Ezt követően tankerületi főigazgató. Az országos középiskolai tanáregyesület választmányi tagja, a miskolci katolikus hitközség egyháztanácsának és elemi iskolaszékének tagja.

## Munkássága
Cikkei az Országos Középiskolai Tanáregylet Közlönyében (XII. 1878–79. A latin írásbeli dolgozatokról, A tankönyvek drágaságáról, XIII. 1879–80. Észrevételek a «Részletes Utasítások»-hoz, Az átmeneti tanterv és az írásbeli dolgozatok és könyvism., XV. 1881–82. Az idegen nyelvek tanításáról középiskoláinkban); a pozsonyi r. kath. főgymnasium Értesítőjében (1884. Néhány tanításóra a homéroszi alaktanból szöveg alapján); a Pesti Naplóban (1886. jún. 30. Pár észrevétel az érettségi vizsgálati utasításokra); a Nemzetben (1887. aug. 1. A tandíjemelésről); az Egyetértésben (1887. aug. 7. A javító vizsgálatokról).

## Művei
- T. Livi Patavini ab urbe condita. Liber I–II. Középtanodák felső osztályai számára. Szerk. és szótárral ellátta. Mohács, 1879.
- Kis Livius. Függelékül gnomák, Phaedrus és Ovidius. A középtanodák III. és IV. oszt. számára. Rother M. és Weller G. nyomán. Bpest, 1880. Két füzet. (I. A római királyok korszakának története. A régi Róma térképével. 2. telj. átdolg. kiadás. Jegyzetekkel és szótárral. Uo. 1886. II. A római köztársaság Camillusig. 2. jav. és bőv. kiadás. Uo. 1891.).
- Görög nyelvkönyv. Bevezetés az alaktanba. Olvasó- és gyakorlókönyv Xenophon Kyropaideijából. A gymnasium V. oszt. számára. Uo. 1883.
- Szócsoportok Homerosból. A gymnasiumok felsőbb osztályai számára az utasítások szerint. Uo. 1885.
- Ókori hitéleti és művészeti régiségek képgyűjteménye. Segédkönyv a történelem és irodalom szemléltető tanításához. A középiskolák és hasonló fokú fiú- és leányiskolák számára s magánhasználatra, 715 ábrával. Miskolcz, 1896. (Ism. Polgáriskolai Közlöny).
- Államrégiségek. Miskolc, 1902. (Különny. a miskolczi kath. főgymnasium 1891. Értesítőjéből. Ism. Egyet. Philol. Közlöny).